# Académica Operária
La Associação Académica e Operária da Boavista es un equipo de fútbol de Cabo Verde de la localidad de Sal Rei en la isla de Boavista. Juega en el campeonato regional de Boavista. Fue el primer equipo de la isla en ganar el campeonato caboverdiano de fútbol en 1983.

## Estadio

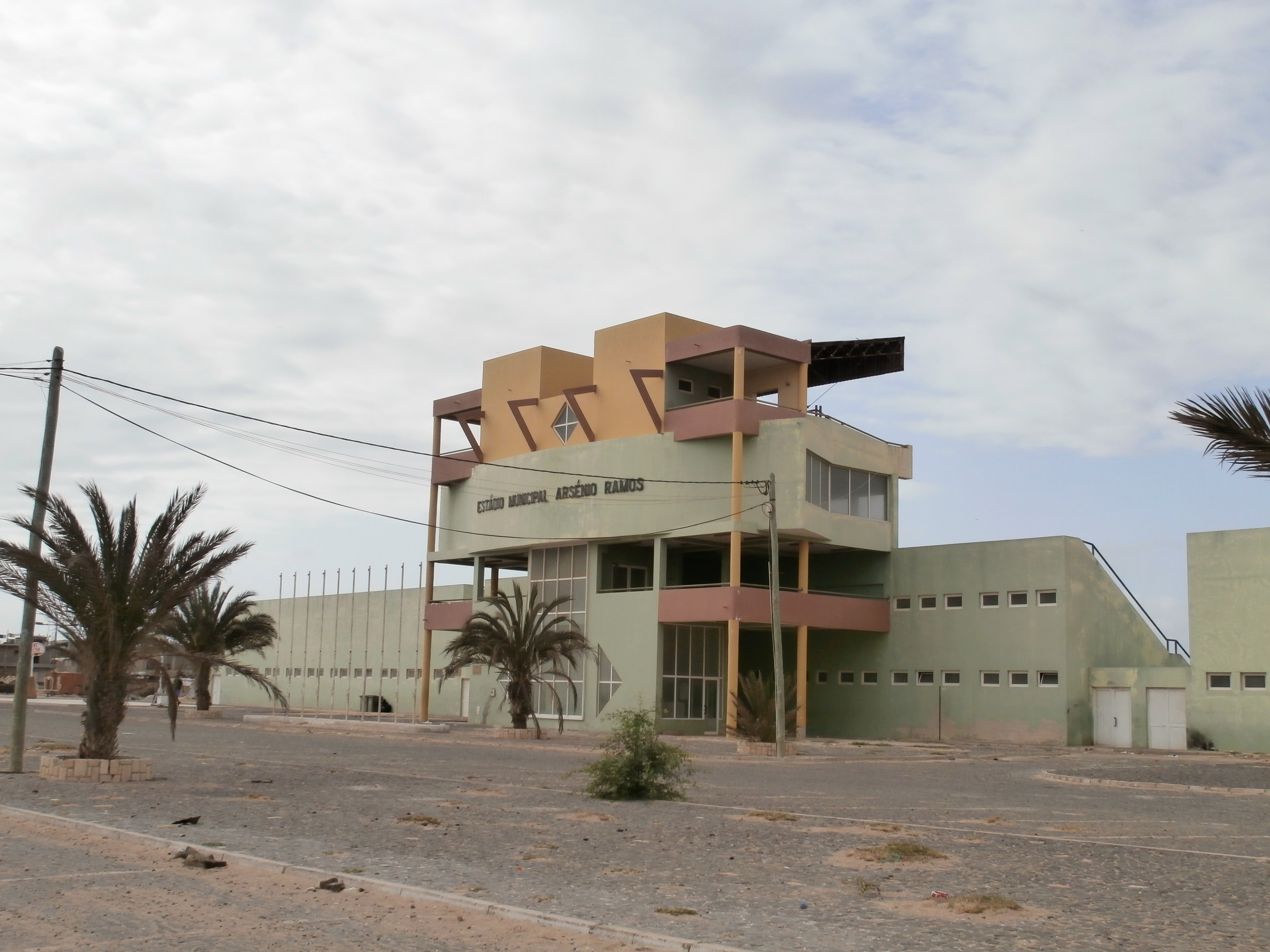
Vista exterior del estadio Arsénio Ramos.

La Associação Académica e Operária da Boavista juega en el Estadio Municipal Arsénio Ramos, el cual comparte con el resto de equipos de la isla, ya que en él se juegan todos los partidos del campeonato regional de Boavista, al ser el único que dispone de las condiciones requeridas para la práctica del fútbol. Tiene una capacidad para 3 000 espectadores.

## Palmarés
- campeonato caboverdiano de fútbol: 1

1983
- Campeonato regional de Boavista: 19

1977-78, 1978-79, 1981-82, 1982-83, 1984-85, 1988-89, 1990-91, 1992-93, 1994-95, 1995-96, 1996-97,  1998-99, 1999-00, 2001-02, 2002-03, 2008-09, 2011-12, 2013-14 y 2014-15
- Copa de Boavista: 1

2014
- Supercopa de Boavista: 2

2016, 2017